# Haruna Niyonzima
Haruna Niyonzima (Gisenyi, Ruanda; 5 de febrero de 1990) es un futbolista de Ruanda que juega en la posición de centrocampista y que actualmente milita en el Young Africans SC de la liga tanzana de fútbol.

## Carrera

### Club
| Periodo   | Club              |
| --------- | ----------------- |
| 2005      | Etincelles FC     |
| 2006–2007 | Rayon Sports FC   |
| 2007–2011 | APR FC            |
| 2011–2017 | Young Africans SC |
| 2017–2019 | Simba SC          |
| 2019      | AS Kigali         |
| 2020–     | Young Africans SC |

### Selección nacional
Debutó con Ruanda en 2006 y su primer gol con la selección lo anotó el 6 de julio de 2007 en la victoria por 2-0 ante Guinea Ecuatorial en Kigali por la Clasificación para la Copa Africana de Naciones de 2008. Participó en el Campeonato Africano de Naciones de 2011.
Actualmente es el jugador con más partidos con la selección nacional.

## Logros
- Primera División de Ruanda: 3

2009, 2010, 2011
- Copa de Ruanda: 3

2008, 2010, 2011
- Copa Interclubes Kagame: 4

2007, 2010, 2011, 2012
- Liga tanzana de fútbol: 7

2012–13, 2014–15, 2015–16, 2016–17, 2017-18, 2018-19, 2021-22
- Copa Nyerere: 1

2015-16
- Tanzania Community Shield: 7

2013, 2014, 2015, 2017, 2018, 2019, 2021